# Rebolation (canção)
"Rebolation" é um single lançado pelo grupo brasileiro de pagode Parangolé no final de 2009 pela gravadora Universal Music.
A canção alcançou as paradas da Billboard Brasil na 5ª posição, além do 1.º e 2.º lugar nas rádios de Salvador e Porto Alegre, respectivamente. Chegou a ser usada em alguns programas como uma espécie de prenda.
Nos idos de 2010 e 2011 a canção ganhou repercussão nacional, principalmente nas mídias televisivas. Em 2010, o grupo entrou para o Guinness Book, o livro dos recordes, ao colocar 100 mil pessoas para dançarem o hit, num festival em Salvador. O acontecimento teve transmissão ao vivo no Programa do Gugu.
Em 2019, foi regravada em carreira solo por Leo Santana.

## Posições nas tabelas musicais
| Tabela musical                  | Melhor posição |
| ------------------------------- | -------------- |
| Brasil - Brasil Hot 100 Airplay | 5              |
| Brasil - Brasil Hot Popular     | 4              |
| Portugal - AFP                  | 4              |